# Vivi Edström
Vivi Emma Kristina Edström, född Blom 6 juni 1923 i Göteborg, död 24 mars 2018 i Enebyberg, var en svensk litteraturvetare. Hon var mellan åren 1983 och 1989 professor i litteraturvetenskap vid Stockholms universitet.
Edström ingick i styrelsen för Astrid Lindgrensällskapet. 
Edström var gift med arkivrådet Josef Edström och är mor till professor Kristina Edström. Hon är begravd på Danderyds kyrkogård.

## Priser och utmärkelser
- 1984 – Gulliver-priset
- 1997 – Samfundet De Nios Astrid Lindgren-pris
- 2001 – Schückska priset